# Beach 44th Street (línea Rockaway)
 Beach 44th Street   (también llamada Beach 44th Street – Frank Avenue) es una estación en la línea Rockaway del Metro de Nueva York de la División B del Independent Subway System antes conocido como el Ramal Rockaway Beach. La estación se encuentra localizada en el barrio Edgemere, Queens entre la Playa Calle 44 (Beach 44th Street) y Rockaway Freeway. La estación es servida en varios horarios por diferentes trenes del servicio .